# Publi Clodi Tràsea Petus
Publi Clodi Tràsea Petus (en llatí: Publius Clodius Thrasea Paetus) va ser un distingit senador romà del segle i nascut a Patàvium. Va néixer en temps de Tiberi, probablement molt poc després de la mort d'August, i va viure en els regnats de Calígula, Claudi i Neró.

## Biografia
Se'n desconeix la vida durant els seus primers anys, i només se sap que era d'una família noble que va heretar una considerable fortuna dels seus avantpassats. Va estudiar filosofia estoica i va fer de Cató d'Útica el model de la seva vida i en va escriure una biografia.
Establert a Roma en una data desconeguda, va convertir casa seva era un centre de llibertat i virtut on es reunia amb els seus amics i els donava consells. Estava casat amb Àrria, filla de l'heròica Àrria, que va mostrar al seu espòs com s'havia de morir dignament. La seva filla es va casar amb Helvidi Prisc, que va seguir les doctrines del seu sogre.
Apareix per primer cop l'any 57, quan ja tenia una gran reputació. Va donar suport a les acusacions dels provincials de Cilícia contra el seu governador Cossutià Capitó. El governador va ser condemnat i es va convertir en un enemic implacable de Tràsea. De l'any 58 consta un discurs seu al senat, i el març del 59 va ofendre a l'emperador Neró quan aquest es va desfer de la seva mare Agripina la Menor, i va enviar al senat un informe acusant-la de conspiració, i els senadors van elogiar el matricidi. Tràsea, en protesta, es va aixecar del seu seient i va deixar el senat sense esperar que arribés el seu torn per donar la seva opinió. Neró no va prendre cap mesura sobre la conducta de Tràsea en aquell moment, però no ho va oblidar, i només esperava una oportunitat convenient per satisfer la seva venjança.
L'any 62 Tràsea va tornar a donar una prova de valentia al senat. El pretor Antisti Sosià va ser acusat d'escriure un libel contra Neró i un dels cònsols anyals, per complaure l'emperador, va proposar la seva execució. Tràsea considerava l'execució exagerada i proposava la confiscació dels seus béns i el desterrament a una illa. Finalment la majoria dels senadors van votar a favor de la seva proposta, molestant altre cop a l'emperador. El mateix any va parlar al senat en el judici de Claudi Timarc de Creta i contra la mala administració provincial.
El 63 Tràsea va rebre una mostra pública de l'odi de Neró. El senat va enviar una delegació a Àntium, per felicitar Neró i la seva dona Popea per la filla que havien tingut. Tràsea formava part de la delegació, però li prohibiren entrar a presència de l'emperador. I ell, amb la seva tranquil·litat habitual (sovint feia ús de la filosofia estoica), va dir: «Neró em pot matar, però no em pot insultar». Els tres següents anys va estar retirat de la vida pública, i no assistia al senat.

### Condemna i mort
Després de descobrir-se la conspiració de Pisó de l'any 66, Neró va ordenar el processament de Tràsea i del seu amic Barea Sorà. Cossutià Capitó, l'antic enemic de Tràsea, va dirigir l'acusació junt amb Epri Marcel. Un dels seus amics, Arulè Rústic, que llavors era tribú de la plebs, va oferir-se per vetar el decret de condemna del senat, però Tràsea no el va voler posar en perill. El dia de la seva sentència, el Temple de Venus, on s'havia reunit el senat, estava envoltat de soldats i les tropes s'havien situat en tots els edificis públics i llocs oberts de la ciutat. Els senadors no tenien altra alternativa que sotmetre's a la voluntat de l'emperador o morir. Finalment, la sentència es va dictar tant contra ell com contra Sorà, i els condemnaven a mort. El seu gendre Helvidi Prisc va ser condemnat a desterrament.

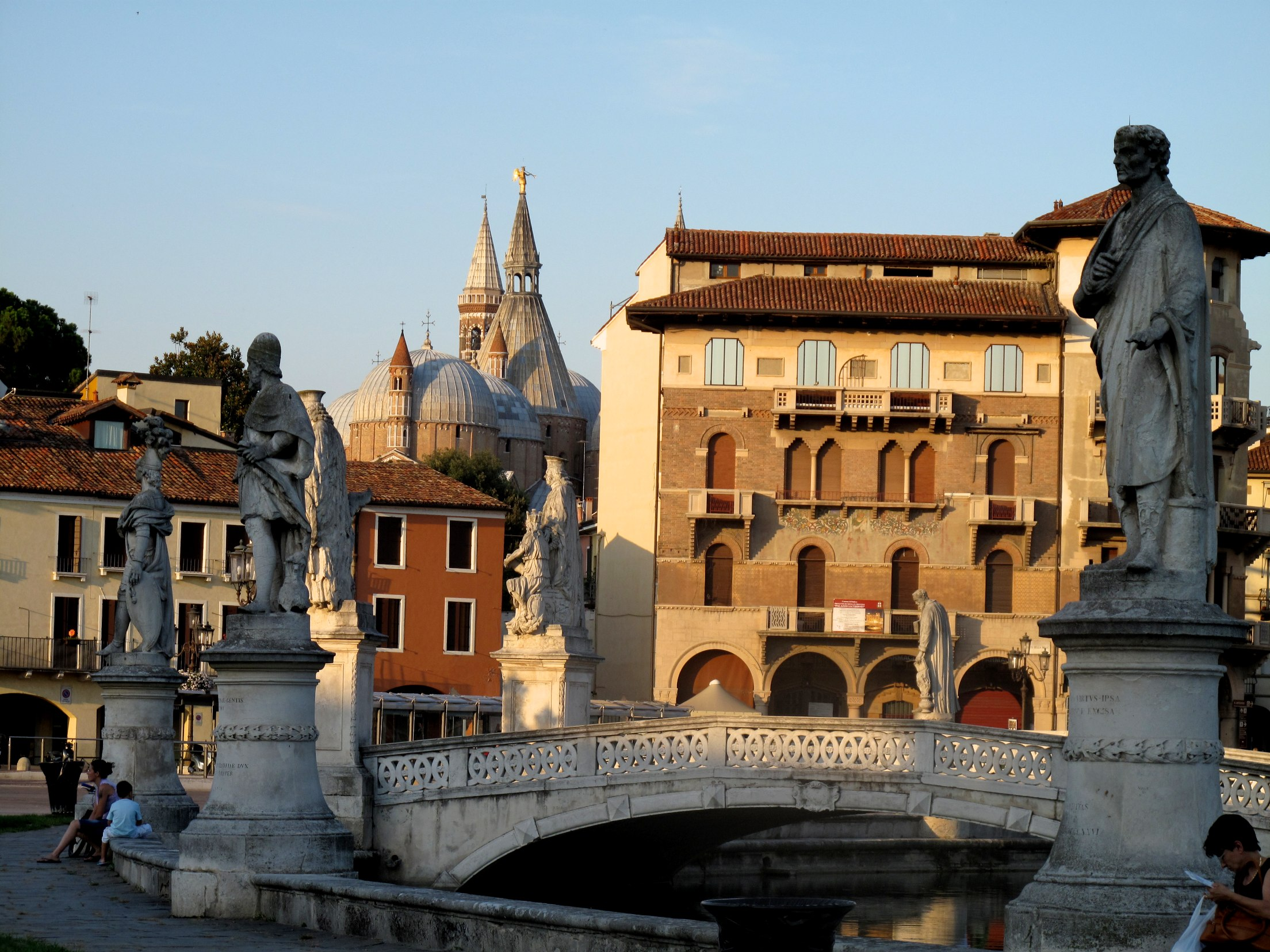
Estàtua a Tràsea Petus al Prat de la Vall de Pàdua

Era tard el dia en què el senat pronunciava la seva condemna, i el cònsol va enviar el qüestor per donar les notícies fatals a Tràsea. Ell s'estava als jardins de casa seva conversant amb els seus amics, i en aquell moment parlava amb el filòsof cínic Demetri, sembla que sobre la immortalitat de l'ànima. La conversa va ser interrompuda per l'arribada de Domici Cecilià, un dels amics més íntims de Tràsea, que el va informar de la decisió del senat. Tràsea va fer sortir els seus amics immediatament, perquè no es veiessin involucrats en el destí d'una persona condemnada. Quan la seva dona va voler seguir l'exemple de la seva mare i morir amb el seu marit, la va obligar a preservar la seva vida pel bé de la seva filla.
Després va anar sota uns porxos mentre esperava l'arribada del qüestor. Quan aquest li va lliurar el decret del senat, es va retirar a la cambra amb Demetri i Helvidi Prisc, i es va obrir les venes dels dos braços. Mentre rajava la sang va dir: «Oferim una libació a Júpiter l'alliberador». Els seus amics parlaven amb el qüestor i esperaven amb calma l'arribada de la mort. Va dir les seves darreres paraules a Demetri, però desafortunadament no es conserven, atès que el manuscrit dels Annals de Tàcit s'acaba en aquest punt. Tràsea va morir l'any 66, dos anys abans de la mort de Neró. El seu panegíric va ser escrit pel seu amic i admirador, Arulè Rústic, que després, per aquesta causa, va ser executat per Domicià.